# Die Störenfriede
Die Störenfriede ist ein deutscher Kinderfilm der DEFA von Wolfgang Schleif aus dem Jahr 1953.

## Handlung
Nach der Versetzung ihres Vaters muss die 13-jährige Vera eine neue Schule besuchen. Die Schüler ihrer neuen Klasse 7b begrüßen sie freundlich. Nur die beiden Störenfriede der Klasse, Franz und Schorsch, benehmen sich sofort daneben. Die Pädagogen und vor allem der gutmütige Lehrer Bohle haben längst aufgegeben, die beiden zu erziehen, und auch die Klasse steht ihren Streichen teilnahmslos gegenüber. Vera beschließt, zu handeln, kann allein jedoch wenig ausrichten: Die beiden Jungen haben kein Interesse, zu guten Jungen umerzogen zu werden, Veras Vater unterstützt die Tochter kaum und auch der Freundschaftsrats-Vorsitzende „Professor“ steht dem Vorhaben pessimistisch gegenüber.
Vera ist eine begeisterte Pionierin, jedoch kann die Pionierleiterin Ellen ihr wegen einer Erkrankung nur mit Ratschlägen zur Seite stehen. Mit ihrem Elan bringt Vera die anderen Pioniere hinter sich – sehr zum Unmut des Bücherwurms „Professor“, der zuvor das Sagen hatte. Vera hat herausgefunden, dass sich Franz, der durch Veras Bemühungen bereits Anschluss an die Pioniere gefunden hat, und Schorsch für die Eisenbahn interessieren. Sie organisiert für die ganze Klasse eine Besichtigung des Lokomotivwerks der Stadt und Schorsch darf sogar auf der Lokomotive fahren. Am Ende stehen Vera, Franz und Schorsch auf der Eisenbahnbrücke und beobachten die vorbeifahrenden Züge. Beide Jungen wollen nun anständige Schulkameraden und gute Schüler werden.

## Produktion

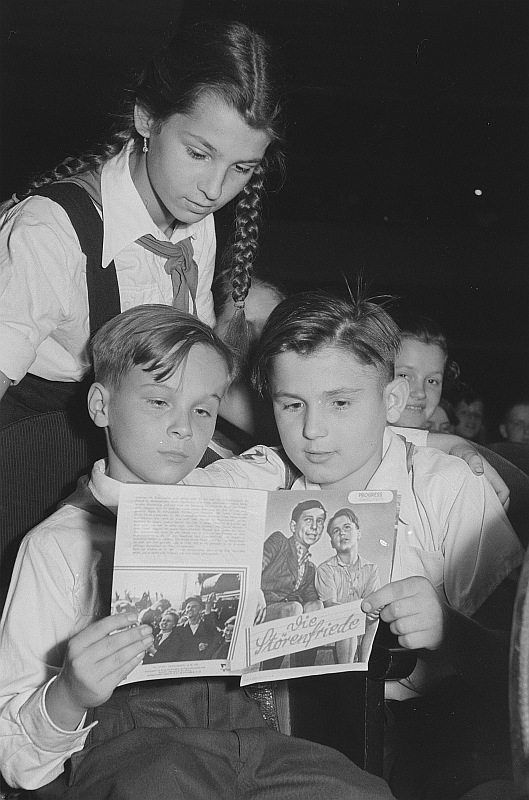
Drei Pioniere während des Lesens des Filmprospektes vom Progress Film-Verleih zum Film Die Störenfriede

Die Störenfriede wurde ab Sommer 1950 im Atelier Berlin-Johannisthal und im Studio Babelsberg sowie in Schwerin mit zahlreichen Kindern der Stadt in Nebenrollen gedreht. Hermann Asmus schuf die Bauten, Robert Leistenschneider war Produktionsleiter. Die offizielle Premiere fand zeitgleich am 26. Juni 1953 im Berliner Babylon und im DEFA-Filmtheater Kastanienallee statt. Schon einen Tag zuvor wurde der Film im Capitol Schwerin gezeigt. Zum Zeitpunkt der Premiere hatte der Westberliner Wolfgang Schleif bereits die DDR verlassen.
Die Störenfriede war der erste DEFA-Kinderfilm in Farbe und der dritte Farbfilm der DEFA. Mit rund 4,4 Millionen Zuschauern gehört Die Störenfriede zu den erfolgreichsten Kinderfilmen der DEFA.

## Kritik
Die Kritik reagierte geteilt auf den Film. Vor allem die Figur der Vera wurde kritisiert, die „bisweilen etwas zu altklug daher[redet]“: „Über lange Filmmeter hinweg muß Vera ein tugendhaftes Wesen mit viel zu oft erhobenem Zeigefinger darstellen. Sie ist zwar eine ‚positive Heldin‘ nach dem Willen des Autors, aber es fehlen die ‚negativen Helden‘.“ Zudem könne „die Regie den Mangel an Abenteuerlichem im Drehbuch nicht überbrücken“, doch sei der Film „vom Filmisch-Optischen her als gelungen zu bezeichnen“.
Ingelore König, Dieter Wiedemann und Lothar Wolf nannten Die Störenfriede 1996 rückblickend einen „papierene[n] Unterhaltungsfilm, der in schwelgerischen Farben pfiffige Individualisten auf Mittelmaß trimmt.“
Der film-dienst befand: „Hilflose Darsteller in einer spannungslosen Handlung, die den Mitwirkenden unglaubwürdige Dialoge aufzwingt. Didaktischer Kinderfilm aus der Hoch-Zeit des sozialistischen Realismus"“